# アルバセテ・サーキット
シルクイート・ド・アルバセーテ（西: Circuito de Albacete, アルバセーテ・サーキット）は、スペイン・アルバセーテにあるサーキット。

## 概要
1990年にオープンした。メインコースは全長3.539km、右8つ、左5つ、合計13のコーナーを持つ。また、2.237km（右コーナー5つ、左コーナー3つ）と、1.336km（右コーナー5つ、左コーナー1つ）の2つのショートコースに分けて運用することもできる。

## 主な開催イベント
FIM世界耐久選手権の一戦であるアルバセテ6時間耐久ロードレースが開催されているほか、FIAヨーロッパトラックレース選手権の舞台にもなっている。
1992年から1999年にかけては、スーパーバイク世界選手権の舞台になった。